# Spadochron ratowniczy SP-6
SP-6 – polski spadochron ratowniczy, cieszący się dużą popularnością w lotnictwie (głównie szybownictwie) sportowym. Obecnie sukcesywnie zastępowany przez nowocześniejsze konstrukcje np. SK-94.

## Przeznaczenie
Ratowniczy spadochron plecowy SP-6 jest przeznaczony do wykonywania skoków przymusowych (ratowniczych z szybowców, samolotów, motolotni, balonów i śmigłowców oraz innych statków powietrznych).

## Budowa
Spadochron zbudowany jest z uprzęży oraz z pokrowca, w którym znajduje się czasza wraz ze sprężynowym (grzybkowym) spadochronem wyciągającym (pilocikiem). Czasza spadochronu okrągła (o kształcie 20-boku, uszyta z 20 klinów, zaś każdy klin z 4 płatów tkaniny torlenowej. 20 linek nośnych splecionych z plecionki torlenowej. Powierzchnia czasy to 43 m². U zbiegu klinów, w środkowej części czaszy kominek spadochronowy o średnicy 30 cm. W tylnej części czaszy szczelina w trzech klinach zapewniająca prędkość postępową. Osłona czaszy w kształcie rękawa z tkaniny torlenowej z wszytymi 8 parami kieszeniami do zaplatania linek nośnych (plus jedna dodatkowa para kieszonek odejmowanych, służących do przytrzymywania wyłogu zamykającego. Pilocik oddziela się od czaszy po jej napełnieniu, opadając osobno. Pokrowiec (kontener) w kształcie koperty, zamykany trzema zawleczkami uchwytu wyzwalającego. Cztery wyłogi pokrowca. Na dwóch wyłogach pokrowca dwie gumki, zaczepiane na czterech haczykach przed lotem w celu ewentualnego przyśpieszenia otwarcia pokrowca.
Uchwyt wyzwalający z lewej strony na wysokości piersi. Z lewej strony taśmy okalającej naszyta kieszeń na uchwyt wyzwalający. Uprząż wykonana z usztywnionych wewnątrz taśm stilonowych. Zbudowana z taśmy głównej (okalającej) oraz taśmy piersiowej i dwóch udowych. Taśmy zapinane na klamry płaskie pozwalające na szybkie rozpięcie oraz oczka D .

## Dane techniczne
Przy wadze skoczka do 100 kg, spadochron ten zapewnia:
- pionową prędkość opadania nie większą niż 6 m/s (pomiar na wysokości 0–35 m po sprawdzeniu atmosfery wzorcowej)[3]
- postępową prędkość poziomą nie mniejszą niż 2 m/s;

oraz
- bezpieczne otwarcie spadochronu przy skoku z samolotu lub śmigłowca lecącego z poziomą prędkością 0-300 km/h;
- dobrą stateczność w czasie opadania
- możliwość sterowania umożliwiającą wybór miejsca przyziemienia (ściąganie taśm nośnych powoduje obrót czaszy, obrót o 180 stopni trwa około 6 sekund).
- minimalna wysokość skoku ze śmigłowca w zawisie (0 km/h) z natychmiastowym otwarciem: 150 m;
- minimalna wysokość skoku z samolotu (szybowca) lecącego poziomo z prędkością powyżej 120 km/h z natychmiastowym otwarciem: 100 m.

## Wymiary i masa
- pokrowiec: 54 × 34 × 10 cm
- masa gotowego do lotu 7 kg.

## Wersje
W spadochronie SP-6M, w osłonie czaszy zastosowano tkaninę poliamidową zamiast poliestrową. Zastosowano też zmiany w uprzęży. Zmodyfikowano sposób zamykania pokrowca.